# Mate Delić
Mate Delić (Spalato, 29 aprile 1993) è un allenatore di tennis ed ex tennista croato.

## Biografia

### Carriera sportiva
Frequenta il circuito juniores dal 2009 al 2011, raggiungendo la 19ª posizione del ranking e la semifinale al Roland Garros di categoria. Sempre dal 2011 comincia a prendere parte ai futures croati, debuttando anche nel nei tornei ATP grazie alla wild card per il tabellone principale del Croatia Open Umag di Umago, dove viene sconfitto al primo turno da Gianluca Naso. Dopo una serie di quarti e semifinali raggiunte, vince il suo primo torneo futures nel novembre 2012 ad Heraklion, in Grecia.
Nel maggio 2013 vince il suo secondo torneo ad Adalia e poche settimane dopo si ripete a Kiseljak, in Bosnia, si qualifica poi per la prima volta ad un torneo del circuito challenger, raggiungendo il secondo turno a Todi.
Ad inizio 2014 viene sconfitto in finale ad Eilat dal tennista di casa Amir Weintraub, a febbraio torna in un torneo ATP ricevendo una wild card per il Zagreb Open di Zagabria dove esce ancora al primo turno per mano di Marin Čilić.
Ad aprile disputa la prima finale a livello challenger a Vercelli, ma viene sconfitto da Simone Bolelli in due set, un mese dopo supera le qualificazioni del Düsseldorf Open e arrivano le prime vittorie nel circuito maggiore, elimina infatti in sequenza il polacco numero 102 del mondo Michał Przysiężny e il tedesco numero 87 Dustin Brown, prima di essere sconfitto ai quarti di finale in tre set dal numero 36 Philipp Kohlschreiber. A settembre raggiunge la finale anche all'AON Open Challenger di Genova perdendo contro Albert Ramos Viñolas.
Continua a giocare fino al 2018 e torna poi in un torneo di doppio nel 2020.

### Carriera da allenatore
Nel 2022 è diventato allenatore del connazionale Borna Ćorić. Con Delic come allenatore Ćorić ha conquistato il suo primo titolo Masters 1000 al Western & Southern Open di Cincinnati.
Da febbraio 2024 è stato l'allenatore di Dominic Thiem fino al ritiro dell'austriaco a ottobre dello stesso anno.

## Statistiche

### Tornei minori

#### Singolare

##### Vittorie (5)
| Legenda        |
| Challenger (0) |
| Futures (5)    |

| Numero | Data             | Torneo                                       | Superficie  | Avversario in finale | Punteggio     |
| 1.     | 18 novembre 2012 | Heraklion Hellenic Zeus Circuit 4, Heraklion | Sintetico   | Nikola Ćaćić         | 6-4, 7–6(3)   |
| 2.     | 26 maggio 2013   | Tennis Organisation 12, Adalia               | Cemento     | Hugo Nys             | 3-6, 7-5, 6-4 |
| 3.     | 23 giugno 2013   | Kiseljak Open, Kiseljak                      | Terra rossa | Damir Džumhur        | 7-5, 6-2      |
| 4.     | novembre 2015    | Turkey F45, Antalya                          | Terra rossa | Tomislav Brkić       | 3–6, 6–4, 6–1 |
| 5.     | maggio 2018      | Turkey F17, Antalya                          | Terra rossa | Gijs Brouwer         | 6–0, 6–4      |

##### Finali perse (4)
| Legenda        |
| Challenger (1) |
| Futures (3)    |

| Numero | Data            | Torneo                                           | Superficie  | Avversario in finale | Punteggio         |
| 1.     | 13 ottobre 2013 | Salona Open, Salona                              | Terra rossa | Nikola Mektić        | 6(5)–7(5), 6(2)–7 |
| 2.     | 2 febbraio 2014 | Isrotel Futures 3, Eilat                         | Cemento     | Amir Weintraub       | 4-6, 2-6          |
| 3.     | 2 febbraio 2014 | Tennis Organisation 7, Adalia                    | Cemento     | Karol Beck           | 6(5)–7, 6-3, 3-6  |
| 4.     | 27 aprile 2014  | Città di Vercelli - Trofeo Riso Viazzo, Vercelli | Terra rossa | Simone Bolelli       | 2-6, 2-6          |

#### Doppio

##### Vittorie (7)
| Legenda        |
| Challenger (0) |
| Futures (7)    |